# Albína Wiesenbergerová-Palkosková
Albína Wiesenbergerová-Palkosková (27. června 1908 – 27. prosince 2002) byla česká novinářka, která byla v roce 1949 odsouzena na mnoho let do vězení jen kvůli podezření, že pomáhala lidem při útěku přes hranice v době komunistického režimu.
Dne 28. října 2001 byla prezidentem Václavem Havlem vyznamenána Medailí Za hrdinství.

## Mládí
Albína Wiesenbergerová-Palkosková se narodila 27. června 1908 v Praze. Její otec byl právník a šachista Emil Palkoska (1871–1955) a její matka byla Emílie Regnerová (1883–1941). V kostele Panny Marie Vítězné na Malé Straně byla 4. července pokřtěna jako Albína Marta Marie Palkosková. Na Malé Straně prožila prvních šest let svého života. V roce 1914 byl její otec profesně převelen do Chrudimi, tím pádem se celá rodina musela stěhovat. V roce 1914 měla nastoupit do první třídy obecné školy, jenže kvůli stěhování do Chrudimi, ale nestihla zápis a tak dostala na první školní rok domácí učitelku. V druhém roce povinné školní docházky už začala navštěvovat obecnou dívčí školu v Chrudimi, kterou ale navštěvovala jen rok. Do Prahy se zpět přestěhovali v roce 1916, tím pádem přestoupila do obecné dívčí školy v Školské ulici. V září roku 1919 začala studovat na Drtinovu reálném reformním gymnáziu po šesti letech studia zde nastoupila ještě na dva roky na obchodní školu. Studia zde dokončila v roce 1926. V roce 1927 odjela studovat do Paříže. Ze studií se vrátila v roce 1928.

## Začátky novinářské činnosti a život při druhé světové válce
První články Albíny Wiesenbergerové-Palkoskové se objevily v roce 1928 v deníku Tribuna, přispívala i do časopisů Lada a Hospodyňských listů. V roce 1933 začala psát do časopisu Autolady a dále její články vycházely v Ozvěnách. Začala také přednášet v Československém rozhlase. Nastoupila tam s řadou přednášek o oblékání a módě. Poté v pravidelné čtvrthodince „Rozhlas pro ženy“ mezi 10:45 a 11:00, kde seznamovala ženy s aktuálními módními trendy, s beletrií ale i se zásadami společenského chování. V roce 1937 si vzala Theodora Glücksmanna. V roce 1938 dostala nabídku psát pro Národní Politiku, kterou přijala. Stala se redaktorkou tzv. ženské hlídky vycházející v nedělnímu vydání deníku. V dubnu 1938 začala psát hlavní články v rubrice Neděle pro ženu a rodinu, která byla součástí Nedělní zábavné a poučné přílohy NP.
Na začátku března 1939 přemlouvala své židovské známé, aby odjeli za hranice. Na návrat z koncentračních táborů těch, kteří odmítli odjet, po konci války Albína Wiesenbergerová-Palkosková čekala, ovšem nikdo z nich se nevrátil. Němci zabrali rodině Palkoskových statek Chříč. Dále pokračovala v novinářské a rozhlasové činnosti. V roce 1941 zemřela její matka Emílie Regnerová.

## Po druhé světové válce
Po konci druhé světové války v roce 1945 ztratila zaměstnání v redakci Národní politiky. Dne 26. října 1945 byla zřízena v Praze nová Vysoká škola politická a sociální. Albína Wiesenbergerová-Palkosková byla Edvardem Benešem doporučena k vedení nově zavedeného předmětu Společenská výchova. V roce 1947 ji vyšly tři knihy – Kilián, Společenská výchova v rodině a Ctím člověka.
25. února 1948 se účastnila pochodu studentů na Hrad. Zapojila se do ilegální skupiny Havran a pomáhala studentům přecházet přes hranice. V roce 1948 také nastoupila do redakce Lidové demokracie. Její manžel byl také členem odboje a měl se svou odbojovou skupinou opustit republiku. Aby se to nedotklo jejího života, rozhodli se, že se rozvedou. Ovšem poté se ukázalo, že manžel republiku neupustí a tím pádem byl rozvod zbytečný.

## Zatčení
Zatčena byla v bytě jejího otce 5. října 1949. První výslech proběhl na policii v Bartolomějské ulici. Dobu od svého zatčení do odsouzení strávila v Pankrácké věznici. Soudní přelíčení se konalo 25. srpna 1950 a Albína Wiesenbergerová-Palkosková byla odsouzena k patnácti letům vězení a peněžitému trestu 4000 Kčs. 7. září 1950 byla odvezena do věznice v Rakovníku. 26. dubna 1951 jí převezli znovu na Pankrác, aby se zde 27. dubna účastnila odvolacího soudu. Na rozsudku se ale nic nezměnilo. V rámci amnestie v roce 1957 jí byl prominut peněžitý trest 4000 Kčs. Propuštěna byla po jedenácti letech 10. května 1960.

## Po propuštění
Albína Wiesenbergerová-Palkosková po propuštění neměla kde bydlet, jelikož většina její rodiny zemřela. Nakonec se zabydlela v bytě spolužačky své matky. Pracovala jako uklízečka v Malostranské kavárně. V roce 1961 jí byl nabídnut byt na Starém Městě. V roce 1964 dostala místo v antikvaritátu. 15. listopadu 1967 si vzala Zdeňka Wiesenbergera. Začátkem roku 1968 se stala členkou K 231. V osmdesátých letech napsala knihy Jiřiniáda a Ve stínu šachovnice. V roce 1990 zachytila svoje vzpomínky na vězení jako četbu na pokračování, roce 1991 toto vyprávění vydala jako knihu Nebyl to jen sen. V roce 1998 ji vyšla vzpomínková kniha Tři životy: osudy žen staropražského rodu. V roce 1999 uložila část své pozůstalosti do Literárního archivu Památníku národního písemnictví. Dne 28. října 2001 byla prezidentem Václavem Havlem vyznamenána Medailí Za hrdinství.
Zemřela 27. prosince 2002 a je pohřbena na Vinohradském hřbitově.